# Cha siu baau
Cha siu baau är kantonesiska barbecue fläskbullar (baozi). Bullarna är fyllda med barbecue-kryddat cha siu-fläsk. De serveras som en typ av dim sum och säljs även i vissa kinesiska konditorier.

## Varianter
Det finns två varianter av cha siu baau: ångkokt och ugnsbakad. En ångkokad cha siu baau har en vit utsida, medan den ugnsbakade är gyllenbrun och glaserad.

## Kantonesisk kusin
Även om den är visuellt lik andra typer av ångkokt baozi så är degen av en cha siu baau unik eftersom degen använder sig av både jäst och bakpulver som jäsningsmedel. Denna unika mix av jäsningsmedel gör att degen blir mjuk, fluffig och ger den nästan en textur som en sockerkaka. Och förutom fläsk som fyllning, så är några av huvudingredienserna ostronsås, Shaoxing-vin, sojasås och socker.

## Namn
Cha siu baau har andra namn som används runt om i världen.
- Manapua (Hawaii)
- Nikuman (Japan)
- Siopao (Filippinerna)
- Bánh bao (Vietnam)